# 70. Infanterie-Brigade (Deutsches Kaiserreich)
Die 70. Infanterie-Brigade war ein Großverband der Preußischen Armee.

## Geschichte
Die 70. Infanterie-Brigade wurde zum 1. April 1890 in Thorn in der Provinz Westpreußen aufgestellt und hatte dort ihren Standort bis zur Auflösung am 15. Mai 1915. Sie war Teil der 35. Division in Thorn, die dem XVII. Armee-Korps in Danzig zugeordnet war.

### Gliederung
- 1890–Mobilmachung 1914

Infanterie-Regiment „von Borcke“ (4. Pommersches) Nr. 21 und Infanterie-Regiment von der Marwitz (8. Pommersches) Nr. 61

### Erster Weltkrieg
Die Brigade wurde mit Kriegsbeginn an der Ostfront eingesetzt. Zu den Kampfhandlungen, Gefechten und Schlachten siehe Einsatzgeschehen der 35. Division.

### Brigadekommandeure
| Name                              | Datum                                          |
| --------------------------------- | ---------------------------------------------- |
| Ernst von Redern                  | 1. April 1890 bis 15. Mai 1891                 |
| Fedor von Brodowski               | 16. Mai 1891 bis 17. April 1895                |
| Waldemar Goßheim                  | 18. April 1895 bi 17. August 1897              |
| Richard Putzki                    | 18. August 1897 bis 24. November 1898          |
| Wilhelm Rasmus                    | 25. November 1898 bis 15. Februar 1901         |
| Paul von Horn                     | 16. Februar 1901 bis 21. April 1902            |
| Louis Witzell                     | 22. April 1902 bis 21. April 1905              |
| Hanno von Dassel                  | 22. April 1905 bis 21. März 1907               |
| Ludwig Schelle                    | 22. März 1907 bis 21. März 1910                |
| Otto Hennig                       | 22. März 1910 bis 28. November 1912            |
| Heinrich Schmidt von Knobelsdorff | 29. November 1912 bis 26. November 1914        |
| Otto von Düring                   | 27. November 1914 bis 15. Mai 1915 (Auflösung) |